# Jarosse
Taxons concernés
Dans la famille des Fabaceae :
- voir textemodifier

Jarosse est un terme générique qui désigne en français plusieurs espèces et variétés de plantes à fleurs de la famille des Fabaceae (légumineuses), de la sous-famille des Faboideae et de la tribu des Fabeae, dans les genres Lathyrus et Vicia.

## Liste des taxons appelés «jarosse»
- Jarosse  (Vicia cracca)[1]
- Jarosse (Lathyrus cicera)[1]
- Jarosse d'Auvergne (Vicia articulata)[2]